# Elvira Vigna
Elvira Maria Vigna (Rio de Janeiro, 29 de setembro de 1947 – São Paulo, 10 de julho de 2017) foi uma escritora, ilustradora, tradutora e jornalista brasileira. Teve vários livros publicados e alguns prêmios, como o de ficção da Academia Brasileira de Letras e um prêmio Jabuti de literatura infantil - setor a que se dedicou no início de sua carreira. Recebeu também um Jabuti como ilustradora.

## Biografia
Elvira Vigna nasceu em 29 de setembro de 1947, na cidade do Rio de Janeiro. Formou-se em Literatura Francesa pela Universidade de Nancy, em convênio com a Aliança Francesa e Universidade Federal do Rio de Janeiro, e fez o mestrado na Faculdade de Comunicação da Universidade Federal do Rio de Janeiro em 1979, na área de Teoria da Significação. Após, especializou-se em gravura no Instituto de Belas Artes do Rio de Janeiro (atualmente Escola de Artes Visuais do Parque Lage). Em 1984 e 1985, estudou na Parsons School of Design de Nova York, na área de imagens.
Vigna trabalhou em diversos veículos de comunicação, tais como Correio da Manhã, Jornal do Brasil, O Globo, Folha de S.Paulo, O Estado de S.Paulo. Por cinco anos, manteve uma editora chamada Bonde (MAIS) e a revista de literatura marginal A Pomba. Em 2016, em parceria com o marido e os filhos fundou a editora Uva Limão, especializada em textos acadêmicos.
Em 2012, Vigna foi diagnosticada com um carcinoma micropapilar invasivo, mas essa informação só veio à público após a sua morte, em 10 de julho de 2017, pois a autora não queria que o conhecimento de sua condição de saúde prejudicasse sua vida profissional.

## Carreira literária
O início da sua carreira literária foi marcada pela produção de livros para crianças e jovens, além de trabalhar com ilustração de livros, chegando a ganhar dois prêmios Jabuti: um na categoria Livro Infantil, em 1980, e outro na categoria Ilustração, em 2013. A vontade de escrever para crianças se deu por acreditar que seria uma forma de se comunicar com seus filhos.
Seu primeiro romance adulto, Sete Anos e um Dia, foi escrito em 1984, quando a escritora e a família decidiram morar por um período nos Estados Unidos, mas só foi publicado em 1988, pela editora José Olympio. O livro se passa entre os anos 1970 e 1980, num Brasil pós-ditadura militar em meio a um precário processo de redemocratização, e conta a história de um grupo de amigos durante sete anos da abertura política brasileira.
Em 1990, Elvira Vigna publicou o romance A um passo de Eldorado, um livro fragmentado e bastante experimental. A obra passou despercebida pela imprensa à época, razão pela qual Vigna dizia tê-la como favorita. Em 2004, a autora reeditou o livro, e publicou-o sob um novo título, A um passo, pela editora Lamparina. Segundo a autora, foi um dos livros que ela teve mais dificuldade para editar. Em 2018, a editora Companhia das Letras lançou a reimpressão do livro. Segundo Vigna, a história do livro não é contada por ela; ela apenas apresenta as cenas e quem conta a história é o leitor, que pode intuir o que está sendo contado. Essa obra foi inspirada pela peça de teatro A Tempestade, de William Shakespeare.
Em 1997, Vigna publicou o romance O Assassinato de Bebê Martê pela editora Companhia das Letras. iniciando uma trajetória meteórica rumo ao topo da literatura nacional, passando a publicar uma nova obra numa média de a cada dois anos. Neste livro, a história é contada a partir do olhar da narradora que revive uma situação no presente que é parecida com uma situação do passado, e em ambas as situações há um crime que foi cometido.
O romance Às seis em ponto foi publicado em 1998, pela editora Companhia das Letras, e ganhou o prêmio Cidade de Belo Horizonte, na categoria Melhor romance. No livro, a narradora acaba matando seu pai e se sente em dificuldades para revelar esse fato a seu namorado.
Coisas que os homens não entendem, quinto romance da autora, foi publicado em 2002 pela editora Companhia das Letras, e conta a história de uma personagem que se vê obrigada a voltar para um lugar onde ela não quer estar devido a um evento traumático ocorrido em seu passado. O título do livro foi inspirado no canto quinto de Os Lusíadas, poema épico de Luís Vaz de Camões.
Em 2006, Vigna publicou o romance Deixei ele lá e vim pela editora Companhia das Letras.
Nada a Dizer, sétimo romance da autora, foi publicado em 2010 e venceu o Prêmio ABL de Ficção romance teatro e conto, da Academia Brasileira de Letras. A história é narrada por uma mulher que foi traída por seu marido, e enquanto conta o caso, tenta pensar em motivos e explicações para o que aconteceu.
O romance O que deu para fazer em matéria de história de amor foi publicado em 2012, pela editora Companhia das Letras. A narradora deste livro se propõe a contar a história de Rose e Arno, um casal já falecido, deduzindo, inventando e completando a história, tentando, assim, entender a sua própria história.
Em 2015, publicou o romance Por Escrito, pela editora Companhia das Letras, e ficou em 2º lugar no Prêmio Oceanos.
Em 2016, publicou o romance Como se Estivéssemos em Palimpsesto de Putas, pela editora Companhia das Letras, o último publicado em vida. O livro narra o encontro de dois estranhos em um escritório de uma editora prestes a falir: a narradora, uma designer em busca de trabalho, e João, um homem contratado para informatizar a empresa. Todos os dias eles se encontram para uma pausa, onde ele rememora a ela seus encontros com garotas de programa, mesmo sendo um homem casado. No romance, a narradora conta, reflete e preenche as histórias que ela ouve de João. À primeira vista parece que a trama gira em torno dessas aventuras extraconjugais, mas a partir das interpretações da narradora e do pouco que ela conta sobre si mesmo, o leitor vai percebendo a crítica que se estabelece sobre as relações de poder entre homens e mulheres, a hipocrisia da sociedade e a indiferença em relação às mulheres. Com este livro, ganhou o Troféu APCA, na categoria Romance.
Em 2019, Elvira Vigna foi agraciada com o Prêmio Clarice Lispector (Prêmio Literários da Fundação Biblioteca Nacional), pelo livro de contos Kafkianas.

## Temas
Vigna afirmava que todos os seus romances eram baseados em pessoas, lugares e fatos reais, que aconteceram pessoalmente com ela ou com pessoas próximas, bastando a ela encontrar o narrador para suas histórias. Quando a história contada envolvia outras pessoas, a autora mudava algumas características e fatos para que as pessoas não pudessem ser reconhecidas e sempre teve o cuidado de pedir permissão aos envolvidos para a publicação de seus livros.
Seus livros não são explicitamente políticos, mas possuem camadas narrativas que podem trazer um olhar político implícito, uma maneira muito única de ler as relações interpessoais.

## Prêmios
| Ano  | Premiação                                   | Categoria                        | Livro                                        | Observações         |
| ---- | ------------------------------------------- | -------------------------------- | -------------------------------------------- | ------------------- |
| 1980 | Prêmio Jabuti                               | Infantil                         | Lã de Umbigo                                 |                     |
| 1998 | Prêmio Cidade de Belo Horizonte             | Melhor romance                   | Às seis em ponto                             |                     |
| 2010 | Prêmio ABL de Ficção romance teatro e conto | Ficção, romance, teatro e conto  | Nada a Dizer                                 |                     |
| 2013 | Prêmio Jabuti                               | Ilustração                       | Primeira Palavra                             | Autor: Tino Freitas |
| 2015 | Prêmio Oceanos                              |                                  | Por Escrito                                  | 2º lugar            |
| 2016 | Troféu APCA                                 | Romance                          | Como se estivéssemos em palimpsesto de putas |                     |
| 2019 | Prêmio Literário Biblioteca Nacional        | Prêmio Clarice Lispector (Conto) | Kafkianas                                    |                     |

### Romances
| Ano  | Título                                              | Editora              | ISBN               | Observação                               |
| ---- | --------------------------------------------------- | -------------------- | ------------------ | ---------------------------------------- |
| 1988 | Sete anos e um dia                                  | José Olympio         | ISBN 8503001470    |                                          |
| 1990 | A um passo de Eldorado                              | Editora Nórdica      | ISBN 9788570071965 |                                          |
| 1997 | O assassinato de Bebê Martê                         | Companhia das Letras | ISBN 9788571646292 |                                          |
| 1998 | Às seis em ponto                                    | Companhia das Letras | ISBN 9788571648296 |                                          |
| 2002 | Coisas que os homens não entendem                   | Companhia das Letras | ISBN 9788535902112 |                                          |
| 2004 | A um passo                                          | Lamparina            | ISBN 9798598271209 | Reedição do livro A um passo de Eldorado |
| 2006 | Deixei ele lá e vim                                 | Companhia das Letras | ISBN 9788535909036 |                                          |
| 2010 | Nada a dizer                                        | Companhia das Letras | ISBN 9788535915983 |                                          |
| 2012 | O que deu para fazer em matéria de história de amor | Companhia das Letras | ISBN 9788535920796 |                                          |
| 2014 | Por escrito                                         | Companhia das Letras | ISBN 9788535924749 |                                          |
| 2016 | Como se estivéssemos em palimpsesto de putas        | Companhia das Letras | ISBN 9788535927399 |                                          |
| 2018 | Kafkianas                                           | Todavia              | ISBN 9788588808195 | Póstumo                                  |
| 2018 | A um passo                                          | Companhia das Letras | ISBN 9788535931082 | Reimpressão                              |

### Livros infantis e juvenis
| Ano  | Título                                                                        | Editora              | ISBN               | Observação  |
| ---- | ----------------------------------------------------------------------------- | -------------------- | ------------------ | ----------- |
| 1978 | A breve história de Asdrúbal, o Terrível                                      | José Olympio         | não tem            | Reimpressão |
| 1978 | Viviam como gato e cachorro                                                   | Paz e Terra          | não tem            |             |
| 1979 | Lã de umbigo                                                                  | Antares/INL-MEC      | não tem            |             |
| 1979 | A Verdadeira História de Asdrúbal, o Terrível                                 | José Olympio         | não tem            | Reimpressão |
| 1980 | Asdrúbal no museu                                                             | José Olympio         | não tem            | Reimpressão |
| 1983 | O Triste Fim de Asdrúbal, o Terrível                                          | Miguilim             | não tem            | Reimpressão |
| 1996 | Mônica e Macarra                                                              | Miguilim             | ISBN 9788585672751 |             |
| 2001 | O jogo dos limites                                                            | Companhia das Letras | ISBN 9788535901252 |             |
| 2010 | A pontinha menorzinha do enfeitinho do fim do cabo de uma colherzinha de café | Positivo             | ISBN 9788538573920 | Reimpressão |
| 2010 | Problemas com o cachorro?                                                     | Positivo             | ISBN 9788538541264 | Reimpressão |
| 2013 | Vitória Valentina                                                             | Lamparina            | ISBN 9788583160038 |             |
| 2018 | Uma história pelo meio                                                        | Positivo             | ISBN 9788546722921 | Reimpressão |

### Ilustrações
| Ano  | Autor                              | Título                                           | Editora               | ISBN                                                                  |
| ---- | ---------------------------------- | ------------------------------------------------ | --------------------- | --------------------------------------------------------------------- |
| 1981 | Eliane Ganem                       | O coração de Corali                              | José Olympio          | não tem                                                               |
| 1982 | Mino Carta                         | Histórias da Mooca                               | Berlendis & Vertechia | não tem                                                               |
| 1982 | Mirna Pinsky                       | O canguru emprestado                             | Global                | não tem                                                               |
| 1989 | Roseana Murray                     | Paredes vazadas                                  | Memórias Futuras      |                                                                       |
| 1990 | Maria Lúcia Dahl                   | A bailarina agradece                             | Terceira Margem       |                                                                       |
| 1994 | Roseana Murray                     | Três velhinhas tão velhinhas                     | Miguilim              | ISBN 8504007235                                                       |
| 1997 | Roseana Murray                     | Receitas de olhar                                | FTD                   | ISBN 8532235352                                                       |
| 2001 | Roseana Murray                     | Manual da delicadeza                             | FTD                   | ISBN 8532247733                                                       |
| 2003 | Sylvia Orthof                      | Você viu, você ouviu?                            | Vertente              |                                                                       |
| 2004 | Carlos Augusto Nazareth            | Filomena                                         | Lamparina             | ISBN 8598271160                                                       |
| 2004 | Donaldo Schüler                    | Refabular Esopo                                  | Lamparina             | ISBN 8598271039                                                       |
| 2004 | Elvira Vigna Ruth Silviano Brandão | Aporias de Astérion                              | Lamparina             | ISBN 8598271144                                                       |
| 2004 | Maria Esther Maciel                | O livro de Zenóbia                               | Lamparina             | ISBN 9788598271071                                                    |
| 2005 | Anna Cláudia Ramos                 | Tempo mágico, tempo de namoros                   | Larousse              | ISBN 9788576350095                                                    |
| 2005 | Ayeska Paulafreitas                | O que o coração mandar                           | Dimensão              | ISBN 9788573190632                                                    |
| 2005 | Rogério Andrade Barbosa            | Contos de encantos, seduções e outros quebrantos | Bertrand Brasil       | ISBN 9788528611106                                                    |
| 2007 | Iacy Rampazzo                      | O gato Tom e o tigre Tim                         | Lamparina             | ISBN 9788598271361                                                    |
| 2009 | Roseana Murray                     | Arabescos ao vento                               | Prumo                 | ISBN 9788561618803                                                    |
| 2009 | Roseana Murray                     | Fardo de carinho                                 | Lê                    | ISBN 9788532907158                                                    |
| 2010 | Roseana Murray                     | Carteira de identidade                           | Lê                    | ISBN 9788532907271                                                    |
| 2010 | Roseana Murray                     | O mar e os sonhos                                | Abacatte              | ISBN 9788562549281                                                    |
| 2011 | Angélica Lopes                     | Manoo Tatoo                                      | Lê                    | ISBN 9788532907349                                                    |
| 2012 | Tino Freitas                       | Primeira palavra                                 | Abacatte              | ISBN 9788562549403                                                    |
| 2012 | Walter Omar Kohan.(org.)           | Pensar com Sócrates                              | Lamparina             | ISBN 9788598271927                                                    |
| 2013 | Antonio Barreto                    | O papagaio de Van Gogh                           | Lê                    | ISBN 9788532907790                                                    |
| 2013 | Walter Omar Kohan.(org.)           | Pensar com Heráclito                             | Lamparina             | ISBN 9788583160007                                                    |
| 2014 | Roseana Murray                     | Cinco sentidos e outros                          | Abacatte              | ISBN 9788562549748                                                    |
| 2014 | Tino Freitas                       | O menino que falava pouco                        | Abacatte              | ISBN 9788562549830                                                    |
| 2015 | Walter Omar Kohan.(org.)           | Pensar com Foucault                              | Lamparina             | ISBN 9788583160268 Erro de parâmetro em {{ISBN}}: soma de verificação |
| 2017 | Roseana Murray                     | Duas casas                                       | Abacatte              | ISBN 9788594680181                                                    |

### Contos
| Ano  | Título do conto                                                                    | Título da publicação                                         | Observações                                                  |
| ---- | ---------------------------------------------------------------------------------- | ------------------------------------------------------------ | ------------------------------------------------------------ |
| 2003 | Foi ao sentir o cheiro dele que Izildinha deu uma relaxada                         | Todos os sentidos                                            | CL edições autorais                                          |
| 2004 | Mais um caso de violência choca a cidade                                           | Os cem menores contos brasileiros do século                  | Ateliê Editorial                                             |
| 2005 | I+zil+d=inha                                                                       | + 30 mulheres que estão fazendo a nova literatura brasileira | Editora Record                                               |
| 2008 | Confissões                                                                         | Ser mãe é tudo de bom                                        | Editora Matrix                                               |
| 2009 | O que deu para fazer em matéria de história de amor (parte)                        | Jornal Rascunho                                              | Edição #115                                                  |
| 2010 | 5 mil toques é tudo o que ele tem a dizer - a voz de Paulo do romance Nada a dizer | Suplemento Pernambuco                                        | Edição #51                                                   |
| 2010 | No momento que a viagem não nos move                                               | Suplemento Pernambuco                                        | Edição #53                                                   |
| 2011 | Eles têm a chave uns dos outros                                                    | Suplemento Pernambuco                                        | Edição #60                                                   |
| 2011 | Retrato em cores frias                                                             | Folha de S.Paulo                                             | Edição do dia 18 de setembro de 2011                         |
| 2012 | Lugares, talvez um fim para contar                                                 | Suplemento Pernambuco                                        | Edição #71                                                   |
| 2013 | La imposibilidad de un Kilimanjaro                                                 | La invención de la realidade                                 | Ediciones Cal y Arena                                        |
| 2014 | A copa de 1990                                                                     | Formas breves                                                | Editora e-galáxia                                            |
| 2014 | N de nada de eso                                                                   | Narrar San Pablo: una ciudad a través de sus libros          | Eduvim e Editorial de la Universidad Presbiteriana Mackenzie |
| 2014 | Places, in the middle of everything                                                | The book of Rio                                              | Comma Press                                                  |
| 2015 | Para quem é doente do pé: ‘Depois de tudo’                                         | O Globo                                                      | Edição do dia 16 de fevereiro de 2015                        |
| 2015 | In writing                                                                         | Wasafiri                                                     | Edição #82                                                   |
| 2015 | Por escrito                                                                        | Revista Pessoa                                               |                                                              |
| 2015 | Pulando amarelinha com a Eneida de Virgílio                                        | São Paulo Review                                             |                                                              |
| 2015 | Deve ter sido assim                                                                | Suplemento Pernambuco                                        | Edição #118                                                  |